# Артем Пунтус
Артем Пунтус (рум. Artiom Puntus; нар. 31 травня 1995, Тирасполь, Молдова) — молдовський футболіст, нападник.

## Клубна кар'єра
Народився в Тирасполі. Вихованець академії місцевого «Шерифа». У Національному дивізіоні Молдови дебютував 21 травня 2014 року в переможному (1:0) поєдинку 33-го туру проти «Тирасполя», в якому на 64-й хвилині вийшов замість болгарина Ісмаїл Іси. Потім виступав в оренді за «Тирасполь», «Саксан» та «Сфинтул Георге», перш ніж у січні 2019 року підписав повноцінний контракт з «Петрокубом». У серпні 2020 року приєднався до «Мілсамі», за який відзначився 13-ма голами у 31-му матчі чемпіонату. У вересні 2021 року приєднався до клубу албанської Суперліги «Кукесі», з яким підписав 2-річний контракт.

## Кар'єра в збірній
У 2015 році у складі молдовської «молодіжки» взяв участь у двох матчах кваліфікації молодіжного чемпіонату Європи. У футболці національної збірної Молдови дебютував 9 жовтня 2021 року, вийшов на поле з лави запасних у програному (0:4) домашньому поєдинку кваліфікації чемпіонату світу 2022 проти Данії.

## Статистика виступів

### У збірній
| Дата       | Місто                  | Господарі | Результат | Гості     | Турнір            | Голи | Примітки |
| ---------- | ---------------------- | --------- | --------- | --------- | ----------------- | ---- | -------- |
| 9-10-2021  | Кишинів                | Молдова   | 0 – 4     | Данія     | Відбір до ЧС 2022 | -    | 78'      |
| 12-10-2021 | Беер-Шева              | Ізраїль   | 2 – 1     | Молдова   | Відбір до ЧС 2022 | -    | 46'      |
| 12-11-2021 | Кишинів                | Молдова   | 0 – 2     | Шотландія | Відбір до ЧС 2022 | -    | 71' 73'  |
| 15-11-2021 | Клагенфурт-ам-Вертерзе | Австрія   | 4 – 1     | Молдова   | Відбір до ЧС 2022 | -    | 58'      |
| Усього     |                        | Матчів    | 4         |           | Голів             | 0    |          |